# Fachschule für Binnenhandel
Die Fachschule für Binnenhandel Dresden war die größte Ausbildungseinrichtung des Handels in der Deutschen Demokratischen Republik. Das zentrale Direktorat hatte seinen Sitz in Dresden, und die Struktureinheiten der Gesamtschule waren über alle Bezirke der DDR verteilt. Ausgebildet wurden mittlere Kader des Konsumgüterbinnenhandels. Die Fachschule entstand 1954 aus einer Lehrgangsschule für Verkaufsstellenleiter des Volkseigenen Einzelhandels HO und wurde 1993 aufgelöst.

## Pädagogische Arbeit, Ausstattung und Angebote
Ab Mitte der 1950er Jahre wurde neben der Dresdner Stammschule, die sich auf den Lebensmittelhandel spezialisierte, ein Netz von drei Schulteilen für das Vollzeitstudium in Görlitz, Merseburg und Berlin sowie von 14 Außenstellen für das Fernstudium aufgebaut. Die Fachschule war kurzzeitig dem Rat des Bezirkes Dresden, danach dem Ministerium für Handel und Versorgung unterstellt.
Der Direktor der Gesamtschule, die Direktoren für Aus- und Weiterbildung sowie Studentenangelegenheiten, der Verwaltungsleiter und die Fachgruppenleiter der Gesamtschule hatten ihren Sitz in einem Haupt- und zwei Nebengebäuden in der Weinbergstraße 24 in Dresden. Ebenso war auf dem Grundstück der Schulteil Dresden untergebracht, in drei festen Baracken, davon die eine als Lehrgebäude und zwei als Internatsunterkünfte. Anfang der 1980er Jahre wurde ein neues Internat seiner Funktion übergeben.
Zur Fachschule gehörten vier Schulteile des Direktstudiums mit insgesamt etwa 1100 Studenten: Dresden, Berlin, Görlitz und Merseburg. In Dresden hatte ebenso der Abteilungsleiter Fernstudium seinen Sitz. Ihm unterstanden die in jeder Bezirksstadt der DDR ansässigen Außenstellen des Fernstudiums (die Suhler Nebenstelle war Erfurt angeschlossen). Jährlich wurden rund 5000 Fernstudenten an den Außenstellen ausgebildet und betreut. Der Fachschule für Binnenhandel Dresden war die unmittelbar auch dem Ministerium für Handel und Versorgung unterstehende Zentralstelle für Fachschulbildung angeschlossen.
- Schulteile des Direktstudiums: Schulteil Dresden, etwa 320 Direktstudenten. Schulteil Merseburg, etwa 320 Direktstudenten. Schulteil Görlitz, etwa 280 Direktstudenten. Schulteil Berlin, etwa 150 Direktstudenten.
- Außenstellen des Fernstudiums: AS Potsdam, AS Schwerin, AS Neubrandenburg, AS Rostock, AS Magdeburg, AS Erfurt und Nebenstelle Suhl, AS Gera, AS Halle, AS Karl-Marx-Stadt(Chemnitz), AS Cottbus, AS Frankfurt, AS Leipzig, AS Dresden.

Über die regelmäßigen Leitungskonferenzen des Direktors mit den Schulteileitern und Abteilungsleitern, die Tagungen des Abteilungsleiters Fernstudium mit den Außenstellenleitern, die gesamtschulischen Tagungen, die mehrmals jährlich stattfindenden Fachgruppentagungen und die regelmäßigen Hospitationen an den Schulteilen und Außenstellen vollzog sich die Leitung und Anleitung der Schulteile und Außenstellen.
Die Absolventen der Fachschule erhielten den Abschluss als „Ökonom des Konsumgüterbinnenhandels“. Auf gesonderten Antrag wurde ihnen in den 1990er Jahren der Abschluss als Diplom-Betriebswirt (FH) zuerkannt. Die Absolventen der Jahre 1992 bis 1993 erhielten den regulären Abschluss als Betriebswirt.
In den Jahren 1991 bis 1993 wurde die Fachschule für Binnenhandel Dresden abgewickelt.

## Geschichte
Nachdem 1948 die Volkseigene Handelsorganisation (HO) in der DDR gegründet worden war, entstanden 1950 Landesschulen der HO. Die Landesschulen in Dresden, Radebeul (später Merseburg) und Apolda (später Görlitz) wurden dem Ministerium für Handel und Versorgung unterstellt und erhielten die Bezeichnung „Schule des staatlichen Einzelhandels“. An diesen Schulen wurden die Handelskader in Einjahreslehrgängen ausgebildet.

### 1954 bis 1957
Die „Schulen des staatlichen Einzelhandels“ wurden in Fachschulen umgewandelt. Den Schulen in Dresden, Merseburg und Weimar (vorher Apolda) wurde von der Regierung der DDR der Status einer „Fachschule für Binnenhandel“ verliehen. Diese Fachschulen bildeten mittlere Kader für den gesamten Wirtschaftszweig aus. Erstmals wurden 236 Studenten für ein zweijähriges Fachschuldirektstudium immatrikuliert. Ihre Ausbildung erhielten sie durch etwa 30 Dozenten. Den Absolventen wurde die Berufsbezeichnung „Handelswirtschaftler“ verliehen. Die Fachschule in Dresden erhielt den Auftrag des Ministeriums, das Fachschulfernstudium mit 600 Studienplätzen und das Abendstudium mit 300 Studienplätzen aufzubauen.
An den Fachschulen für Binnenhandel erfolgte der Übergang vom zwei- zum dreijährigen Direktstudium. Zur Durchführung des Fern- und Abendstudiums wurden die Außenstellen in Berlin, Erfurt, Leipzig, Rostock, Cottbus, Halle, Magdeburg, Schwerin, Dresden und Karl-Marx-Stadt (in den Folgejahren auch Potsdam, Neubrandenburg, Nebenstelle Erfurt/Suhl, Gera, Frankfurt/Oder) eingerichtet. Erstmals wurden Studenten zu einem vierjährigen Fernstudium immatrikuliert.

### 1958 bis 1964
Zur Erhöhung des Niveaus der Ausbildung wurden die Fachschulen in Dresden, Merseburg und Görlitz sowie die Außenstellen des Fernstudiums in den Bezirken unter einer einheitlichen Leitung zur „Fachschule für Binnenhandel Dresden“ zusammengefasst. Der Fachschule wurde die Aufgabe übertragen, neue Studienformen und Ausbildungsmethoden einzuführen, um den erheblich angestiegenen Bedarf der Handelspraxis zu befriedigen.
Die Ausbildungsstätten Merseburg und Görlitz wurden zu Schulteilen entwickelt. Die Spezialausbildung erfolgte in den Richtungen Warenein- und -verkauf Einzelhandel, Planung Arbeitsökonomik und Rechnungswesen/Finanzen. Ein Teilstudium für bewährte Handelskader wurde geschaffen und erste Frauensonderklassen im Fernstudium wurden eingerichtet.

### 1965 bis 1969
1965 wurde das Fachökonomenstudium auf den Gebieten Betriebsorganisation, Technologie und EDV in Dresden und Merseburg mit dem Abschluss als „Fachökonom“ eingeführt. Zur weiteren Qualifizierung der mittleren Fachschulausbildung wurden an den Schulteilen und Außenstellen die speziellen Fachrichtungen Betriebswirtschaft, EDV/Betriebsorganisation, Rationalisierung/Technologie, Beschaffung und Absatz aufgebaut. In Görlitz begann das Fachökonomenstudium für Betriebswirtschaft.

### 1970 bis 1974
Die Spezialisierungsphase für Direktstudenten des 3. Studienjahres wurde 1970 eingeführt. Die Spezialausbildung erfolgte in den Richtungen Ein- und Verkauf, Planung/Rechnungsführung/Statistik, Arbeitsökonomie, Transport/Umschlag/Lagerung und örtliche staatliche Organe.
Am Schulteil Görlitz begann die Ausbildung von Abiturienten im Direktstudium. 1973 erfolgte die Gründung der Zentralstelle für Fachschulbildung aus dem Bestand der Mitarbeiter der Fachschule für Binnenhandel Dresden. Die Zentralstelle übernahm konzeptionelle, verlegerische und organisatorische Dienstleistungsaufgaben für alle dem Ministerium für Handel und Versorgung unterstellten Fach- und Ingenieurschulen der DDR. Einen Schwerpunkt bildeten die Lehrmaterialentwicklung, -produktion und -verteilung. Unter anderem wurde fachliches Vortragsmaterial für Referenten des Ministeriums beim Aufbau des Handels in Angola und Mosambik entwickelt.
1974 fand an der Fachschule in Dresden ein wissenschaftliches Symposium mit internationaler Beteiligung statt. An der Fachschule studierten 1100 Direktstudenten und 4700 Fernstudenten. In kurz- und langfristigen Lehrgängen wurden 900 Absolventen weitergebildet.
Zur Lösung der Aufgaben waren im Direkt- und Fernstudium 166 hauptamtliche Fachschullehrer, 400 nebenamtliche Lehrkräfte  und 198 technische Mitarbeiter beschäftigt.

### 1975 bis 1980
Ein Autorenkollektiv begann Ende der 1970er Jahre mit der Arbeit an einem Lehrbuch der Betriebswirtschaft im Binnenhandel, das in regelmäßigen Neuauflagen bis 1990 (Verlag die Wirtschaft) die Grundlage der Ausbildung im Direkt- und Fernstudium bildete.
In enger Zusammenarbeit mit der Fachgruppe Technologie entstand am Lehrstuhl Handelstechnologie der Handelshochschule Leipzig das Lehrbuch „Handelstechnologie“. Die Zusammenarbeit der Fachgruppe Technologie mit Professoren der Handelshochschule führte Mitte der 1980er Jahre dazu, dass ein Lehrbuch „Handelstechnologische Übungen“ beim Verlag die Wirtschaft erschien. Für den Berufsschulsektor des Handels entwickelten Russischdozenten das Lehrbuch Russisch für den Einzelhandel.
Es begannen die Vorbereitungen und der Bau für ein neues Internatsgebäude auf dem Hellerhof.

### 1981 bis 1989
1981 wurde das neue Internat auf dem Hellerhof seiner Nutzung übergeben.
Die Arbeit der „Wissenschaftlichen Studentenzirkel“ entwickelte sich zu einem bedeutenden Faktor in der Bildungs- und Erziehungsarbeit. Vor allem an den Schulteilen des Direktstudiums wurden in Dresden, Berlin, Görlitz und Merseburg umfangreiche, wissenschaftlich fundierte Entwicklungsarbeiten für die Handelspraxis und die staatlichen Handelsorgane geleistet. Handelsnetzanalysen, technologische Projekte, betriebswirtschaftliche Analysen und Arbeiten auf den Gebieten Datenverarbeitung und Warenkunde erfuhren in der Handelspraxis der jeweiligen Bezirke eine hohe Anerkennung.
Die Ausbildung in Datenverarbeitung hatte bereits Mitte bis Ende der 1960er Jahre begonnen, Anfang der 1970er Jahre kam der erste Kleinrechner, Mitte der 80er Jahre begann an Robotron-Rechnern die Informatikausbildung.
Die Fachschule pflegte einen regen Dozenten- und Studentenaustausch mit dem „Technikum des Sowjethandels“ in Piatigorsk und der Handelshochschule in Budapest. Sowohl auf fachlichem und pädagogischem Gebiet wie auch im persönlichen Umgang bei der gegenseitigen Urlaubsbetreuung entwickelten sich enge kooperative Beziehungen.
Der Schulteil Berlin wurde aus dem System der Fachschule für Binnenhandel Dresden ausgegliedert und zu einer selbständigen Fachschule entwickelt.

### 1990 bis 1993
Es vollzog sich eine kreative Debatte in unterschiedlichen Arbeitsgruppen über die inhaltliche und organisatorische Umgestaltung der Fachschule. In den Jahren 1990 und 1991, unter dem Direktorat von Dr. Peter Wackernagel, wurden vielfältige Beziehungen zu westdeutschen Handelsunternehmen und Bildungsträgern in Neuwied/Rhein, Köln, Hamburg, Mainz und Westberlin aufgenommen. Die Dozenten besuchten Qualifizierungslehrgänge, Vorträge und Praktika bei westdeutschen Handelsunternehmen, in Projektierungsbüros und bei Bildungseinrichtungen. Dozenten und Studenten besuchten die großen Handelsunternehmen Kaufhof, Deichmann, Stinnes, Rewe, Lidl und Schwarz, Kaufland, Real, Edeka und Karstadt, meist bis zu 3-monatlichen Vortragslehrgängen und Praktika.
An den Schulteilen wurden Vortragstage zu betriebswirtschaftlichen, volkswirtschaftlichen, steuerrechtlichen, warenkundlichen und organisatorischen Themen des Handels durchgeführt, um die Dozenten für ihre künftige Aufgabe zu qualifizieren. Kontinuierlich wurden die neuen Themen und Aspekte in die laufende Aus- und Weiterbildung überführt.
Bis zum Jahre 1991 erhielten die Absolventen der Fachschule ihren Abschluss als Ökonomen des Konsumgüterbinnenhandels. Auf gesonderten Antrag wurde ihnen später der Abschluss als Diplombetriebswirt(FH) zuerkannt. Die Absolventen der Jahre 1992 bis 1993 erhielten den regulären Abschluss als Betriebswirt.
Im Juli 1990 wurde vorwiegend von Dozenten der Fachschule das Bildungsinstitut des Handels Dresden als gemeinnütziger Verein gegründet. Vorstandsvorsitzender und Geschäftsführer kamen aus dem Personalbestand der Fachschule für Binnenhandel Dresden.
Das kommissarische Direktorat der Fachschule für Binnenhandel übernahm 1991 Frau Heidemarie Grossnann. Unter ihrer Leitung vollzog sich bis Januar 1993 die Abwicklung der Fachschule für Binnenhandel Dresden.

## Ausgewählte Veröffentlichungen von Angehörigen der Fachschule für Binnenhandel Dresden
APALI, N., J. HEINZEL, R. ZIEGLER: Grundzüge der Umgestaltung des Systems der mittleren Fachausbildung; Ztschr. „Der Handel“ 6/69; Verlag Die Wirtschaft Berlin

APALI, N., R. ZIEGLER, K. MEISER, F. SCHULZE: Für die Praxis ausgebildet; Ztschr.  „der Handel“ 6/71; Verlag Die Wirtschaft Berlin

APALI, N.: Die Reduzierung der Wartezeit im Handel als gesellschaftliche Zielstellung; Dissertation A an der Hochschule für Ökonomie „Bruno Leuschner“; Berlin 1973

ECKNER, H., S. LESCHNER: Erprobung einiger neuer Lehr- und Prüfungsmethoden an der Außenstelle Karl-Marx-Stadt der Fachschule für Binnenhandel Dresden; Ztschr. „Die Fachschule“ 6/68; VEB Deutscher Verlag der Wissenschaften Berlin

EINHORN, O. u. a.: Obst und Gemüse; Lehrbuch, 304 Seiten, 68 Bilder; VEB Fachbuchverlag Leipzig

HIRSEKORN, A.: Die Eiweißeigenschaften und ihre Bedeutung im Prozess der Fleischbe- und -verarbeitung, Teile I bis V; Ztschr. „Der Fleischermeister“ 8, 9, 10, 11, 12/66; VEB Fachbuchverlag Leipzig

HIRSEKORN, A.: Wasserdampf als Lockerungsgas; Ztschr. „Der Bäcker und Konditor“ 12/66; VEB Fachbuchverlag Leipzig

HIRSEKORN, A., E. SCHARNER: Das Fleisch als Rohstoff, Teile II, III, V, VI; Ztschr. „Fleisch“ 2, 3, 5, 6/66; VEB Fachbuchverlag Leipzig

HIRSEKORN, A., A. POLLACK: Die Produktion tiefgefrorener Fleisch-Sauce-Gerichte; Ztschr. „Fleisch“ 9/67; VEB Fachbuch-verlag Leipzig

HIRSEKORN, A., B. PLASCHKE: Automatisierungsprobleme der Fleischverarbeitung in der Sowjetunion; Ztschr. „Fleisch“ 9/67; VEB Fachbuchverlag Leipzig

HIRSEKORN, A.: Die Fleischwirtschaft auf der Leipziger Herbstmesse 1967; Ztschr. „Fleisch“ 11/67; VEB Fachbuch-verlag Leipzig

HIRSEKORN, A.: Zu einigen Systematisierungsgesichtspunkten und Modellvorstellungen in der Fleischwarentechnologie; Ztschr. „Fleisch“ 12/69; VEB Fachbuch-verlag Leipzig

HIRSEKORN, A.: Zu einigen Systematisierungsgesichtspunkten und Modellvorstellungen in der  Backwarentechnologie; Ztschr. „Der Bäcker und Konditor“ 1/70; VEB Fachbuchverlag Leipzig

HIRSEKORN, A.: Wissenschaftliches Arbeitsstudium erschloss Reserven im Magnet-Kaufhaus; Ztschr. „Der Handel“ 12/71, GBH-Beilage 5/71; Verlag Die Wirtschaft Berlin

HIRSEKORN, A., W. NEHRKORN: Grundprozesse der Backwarenherstellung; Lehrbuch, 228 Seiten, 156 Bilder, 35 Übersichten, 10 Tabellen; VEB Fachbuchverlag Leipzig 1971

KLONNER, H. u. a.: Handbuch für Textilwaren Band 2; Lehrbuch; VEB Fachbuchverlag Leipzig 1972

KRAEMER, R.: Zur Tätigkeit der Konfliktkommission im Handel; Ztschr. „Die Arbeit“, 9/64; Tribüne Verlag Berlin

KRAEMER, R., P. WALKMANN: Der Entwicklungsspiegel - ein Arbeitsmittel zur Darstellung der Entwicklung der Fernstudenten; Ztschr. „Die Fachschule“5/73; VEB Deutscher Verlag der Wissenschaften Berlin

KRAEMER, R., P. WALKMANN: Die Erfordernisse des ökonomischen Grundgesetzes bei der Verbesserung der Arbeiterversorgung; Wissenschaftliche Zeitschrift der TH Magdeburg 1973; TH Magdeburg „Otto-von-Guericke“

KUHTZ, H. u. a.: Handbuch der Textilwaren, Band 2; Lehrbuch; VEB Fachbuchverlag Leipzig 1972

KUHTZ, H.: Von Kammgarn - Chevron und anderen Stoffen; Ztschr. „Konsumgenossenschafter“ 6/68; Verb. Deutscher Konsumgenossenschaften
KUHTZ, H.-U., D. SCHWOLACH: Die Bedeutung und Aussagekraft der Pflegesymbole für Textilien; Ztschr. „Konsumgenossenschafter“ 1/68; Verb. Deutscher Konsumgenossenschaften

KUHTZ, H.-U., G. LORENZ: Aussagefähigkeit und Grenzen der Schlüsselnummer beim Erkennen von Textilien; Ztschr. „Konsumgenossenschafter“ 1/68; Verb. Deutscher Konsumgenossenschaften

LESCHNER, S.: Probleme der wissenschaftlich-produktiven Tätigkeit im Studium und in der Kulturarbeit an den Fachschulen	Ztschr.; „Die Fachschule“ 8/59; VEB Deutscher Verlag der Wissenschaften Berlin

LESCHNER, S.; Probleme der wissenschaftlich-produktiven Tätigkeit im Studium und der Kulturarbeit an den Fachschulen; Ztschr. „Die Fachschule“ 2/63; VEB Deutscher Verlag der Wissenschaften Berlin

LESCHNER, S.: Wissenschaftliche Gestaltung der Arbeit im sozialistischen Einzelhandel, Teile I und II; Ztschr. „Der Handel“ 5, 6/67; Verlag Die Wirtschaft Berlin

LESCHNER, S.: Gestaltung von Kassenarbeitsplätzen im Einzelhandel; Ztschr. „Der Handel“ 10/68; Verlag Die Wirtschaft Berlin

LESCHNER, S., S. WEINERT: Erfahrungen aus der ersten komplexen Arbeitsstudie im Verkaufsprozess eines CENTRUM-Warenhauses; Ztschr. „Arbeitswissenschaft“, Sonderdruck 6/69; Verlag Die Wirtschaft Berlin

LESCHNER, S.; Die Analyse und Gestaltung der Arbeitsmittel. Die Analyse und Gestaltung der physikalischen Arbeitsbedingungen.; Fachgruppe Kaufhallen GBH; Berlin 1969

LESCHNER, S.: Pflanzen am Arbeitsplatz. Grundsätze für die betriebliche Rationalisierung von Gestaltungslösungen. Das Filmaufnahmeverfahren - eine Analysemethode; Fachmappe GBH; Berlin 1970

LESCHNER, S., P. LEMANSKY: Die Analyse der Arbeitsmittel und Arbeitsplätze; die Analyse des Arbeitsgegenstandes; die Analyse der Umweltbedingungen; Gesellschaft für Betriebsberatung des Handels (GBH); Berlin 1970

LESCHNER, S., I. MATERN: Studie der Arbeitsmethode Gesellschaft für Betriebsberatung des Handels (GBH); Berlin 1970

LESCHNER, S., A. SCHÜSSLER: Analyse der physikalischen und psychischen Beanspruchung; Gesellschaft für Betriebsberatung des Handels (GBH); Berlin 1970

LESCHNER, S.: Die Analyse und Gestaltung der Hauptfaktoren der WAO - Arbeitsmittel und Arbeitsplätze; Gesellschaft für Betriebsberatung des Handels (GBH); Berlin 1972

LESCHNER, S.: Erfahrungen im Arbeitsstudium und in der Arbeitsgestaltung im sozialistischen Binnenhandel der DDR; Ztschr. „Der Binnenhandel“  3/70; Wissenschaftliche Ztschr. des Instituts für Handel, Sofia

LESCHNER, S.: Grundsätze, Richtwerte und Typenlösungen für die anthropometrische Gestaltung ausgewählter Arbeitsplätze in Verkaufs-bereichen des Konsumgüterbinnenhandels als Bestandteil der komplexen Gestaltung betrieblicher Prozesse; Dissertation A an der Handelshochschule Leipzig; Leipzig 1971

LESCHNER, S.: Wie können die Arbeitsbedingungen für Kassiererinnen verbessert werden?; Ztschr. „Der Handel“ 4/73; Verlag Die Wirtschaft Berlin

LESCHNER, S.: Bessere Arbeitsbedingungen für Kassiererinnen; Ztg. „Handelswoche“ 3, 4/73; Verlag Die Wirtschaft Berlin

PAUDLER, G.: Wissenschaftliche Warenpflege sichert Qualität der Waren und senkt Handelsverluste; Ztschr. „Der Handel“ 11/70; Verlag Die Wirtschaft Berlin

PAUDLER, G.: Qualitätssicherung und wissenschaftliche Warenpflege; Ztg. „Handelswoche“, 17 Folgen, Jahrgänge 70, 71, 72; Verlag Die Wirtschaft Berlin

SCHMIDT, M.: Die Aufgaben einer wissenschaftlichen Betriebsorganisation im sozialistischen Handel; Ztschr. „Der Handel“ 4/68, Beilage Rationalisierung im Handel 2/68; Verlag Die Wirtschaft Berlin

SCHMIDT, M.: Grundlage einer rationalen Betriebsorganisation im sozialistischen Handel	Ztschr.; „Der Handel“ 6/68, Beilage Rationalisierung im Handel 2/68; Verlag Die Wirtschaft Berlin

SCHMIDT, M.: Die Aufgabengliederung und ihre Verflechtung im Koordinierungsplan zur integrierten Strukturierung des Handelssystems; Ztschr. „Der Handel“ 9/68, Beilage Rationalisierung im Handel 4/68; Verlag Die Wirtschaft Berlin

SCHNEIDER, TH., E. BODNAR: Neue Aufgaben der Mathematik im Handel; Ztschr. „Der Handel“ 2/62; Verlag Die Wirtschaft Berlin

SCHNEIDER, TH., F. SCHULZE: Vorschlag für einer Viertelpalette; Ztschr. „Der Handel“ 1/63; Verlag Die Wirtschaft Berlin

SCHNEIDER, TH.: Ungenutzte Möglichkeiten von Faktorenanalysen mit Indizes aus Durchschnitts- und Gesamtgrößen; Ztschr. „Statistische Praxis“ 6/65; Staatsverlag der DDR

SCHNEIDER, TH.: Die kollektive Unterrichtsvorbereitung nach dem Baukastensystem - ein Mittel zur komplexen Rationalisierung; Ztschr. „Die Fachschule“ 7/67; VEB Deutscher Verlag der Wissenschaften Berlin

SCHNEIDER, TH.: Betriebliche Preisanalyse Handel - statistische Verfahren; Lehrbuch, 116 Seiten, 47 Tabellen, 18 Abbildungen; Verlag Die Wirtschaft Berlin 1972

SCHNEIDER, TH.: Der Verkaufspreis als Instrument des sozialistischen Handelsbetriebes zur Verbesserung der Versorgung und zur Steigerung der ökonomischen Effektivität; Dissertation A an der Handelshochschule Leipzig; Leipzig 1971

SCHRAMM, G., R. SICHTING: Kombination der Auslieferung in 24 Stunden mit dem Bestellkatalog; Ztschr. „Der Handel“ 1/63; Verlag Die Wirtschaft Berlin

SCHULZ, D., H. SCHÖN: Zur Einführung des Übungslehrplanes im Fach Russisch an Fach- und Ingenieurschulen der DDR; Ztschr. „Die Fachschule“ 7/67; VEB Deutscher Verlag der Wissenschaften Berlin

SCHÜTT, M. u. a.: Sozialistische Wirtschaftsführung im Binnenhandel; Heft 24, GBH Schriftenreihe; Berlin 1973

SCHULZ, D.: 50. Jahrestag der Gründung der UdSSR - Anlass für Rückblick und Aufgaben der Fachlehrer für Russisch; Ztschr. „Die Fachschule“ 12/72; VEB Deutscher Verlag der Wissenschaften Berlin

SCHULZ, D.: Die Erhöhung der Effektivität des Russischunterrichts in der mittleren Fachausbildung an ökonomischen Fachschulen der DDR durch eine wissenschaftlich begründete Auswahl von Fachtexten für das stille Lesen sowie durch die Arbeit mit diesen Texten im Russisch-Unterricht - dargestellt und untersucht an der Fachschule für Binnenhandel Dresden.; Dissertation A an der Pädagogischen Hochschule Potsdam; Potsdam 1972

SCHULZ, D.: II. Kongress der „Maprjal“ in Warna; Ztschr. „Die Fachschule“ 1/74; VEB Deutscher Verlag der Wissenschaften Berlin

SCHULZ, D., S. KOHLS, D. STEIDEL: Russisch intensiv, Teile I bis IV. Ein audiovisuelles Lehr- und Übungsbuch der russischen Sprache für die Sprachkundigenausbildung der Stufe IA; Institut für Fachschulwesen der DDR; Berlin 1973

SCHULZ, D.: Experimentelle Erprobung eines Weges zur Entwicklung des stillen Lesens bei originaler Fachliteratur; Konferenzmaterial zum II. Weltkongress der „Maprjal“	1973

SCHULZ, D.: Zur Auswahl eines speziellen Wortschatzminimums der russischen Sprache für verschiedene Bereiche des Fachschulwesens; Material für Fachschullehrer, Heft 3., Institut für Fachschulwesen der DDR; Berlin 1973

SCHULZ, D.: Ein rationeller Weg zur Entwicklung des stillen Lesens an Fachschulen, Teile I und II; Schriftenreihe für den Fachschullehrer, Heft 49, Institut für Fachschulwesen der DDR; Berlin 1973

SCHWOLACH, D.: Neue Spezitex-Verfahren; Ztschr. „Konsumgenossenschafter“ 32/68; Verb. deutscher Konsumgenossenschaften

SEIFERT, H., R. KIRCHHOFF: Handelsbereiche sind selbstständige Leitungsstufen; Ztschr. „Der Handel“ 4/63; Verlag Die Wirtschaft Berlin

SICHTING, R., A. KOPLIN: Modelle, Methoden und Aspekte der Prozessgestaltung und Kapazitätsbestimmung des Warenverkaufs	190 Seiten, Schemata und Tabellen; Broschüre GBH; Berlin 1970

THÜMMLER, S.: Rezension des Buches von K. Steinbuch „Automat und Mensch“; Ztschr. „Messen - Steuern - Regeln“, 10/72; Verlag Technik

WENDT, H., E. H. LEMPER, E. KRETZSCHMAR: Görlitz Bildband; Sachsenverlag Dresden 1959

WÜNSCH, A.: Die Bedeutung der Ausbildung im Fach Warenkunde an der Fachschule für Binnenhandel Dresden, Band I; Hochschule für Binnenhandel Leipzig; Leipzig 1962

WÜNSCH, A.: Warenverluste an Lebensmitteln in Haushaltungen, ihre Ursachen und Vorschläge zu ihrer Beeinflussung; Dissertation A an der Handelshochschule Leipzig; Leipzig 1972

ZAUNE, R.: Die Aufdeckung der Ursachen und die Beseitigung der Inventurdifferenzen im volkseigenen Lebensmittelhandel; Dissertation A an der Karl-Marx-Universität Leipzig; Leipzig 1964

ZIEGLER, R.: Fachschule auf neuen Wegen; Ztschr. „Der Handel“ 4/65; Verlag Die Wirtschaft Berlin

ZIEGLER, R.: Noch fehlt die Koordinierung; Ztschr. „Handelswoche“ 26/66; Verlag Die Wirtschaft Berlin

ZIEGLER, R.: Gesetzmäßigkeiten des Konsumentenverhaltens im Verbrauchs-bereich Nahrungs- und Genussmittel; Dissertation A an der Handelshochschule Leipzig; Leipzig 1973